# Gamburg
Gamburg (im taubergründischen Dialekt Gammri) ist ein Ortsteil der Gemeinde Werbach im Main-Tauber-Kreis in Baden-Württemberg. Die ehemals selbständige Gemeinde gehört seit 1975 zur Gemeinde Werbach und hatte am 31. Dezember 2013 666 Einwohner.

## Geographie

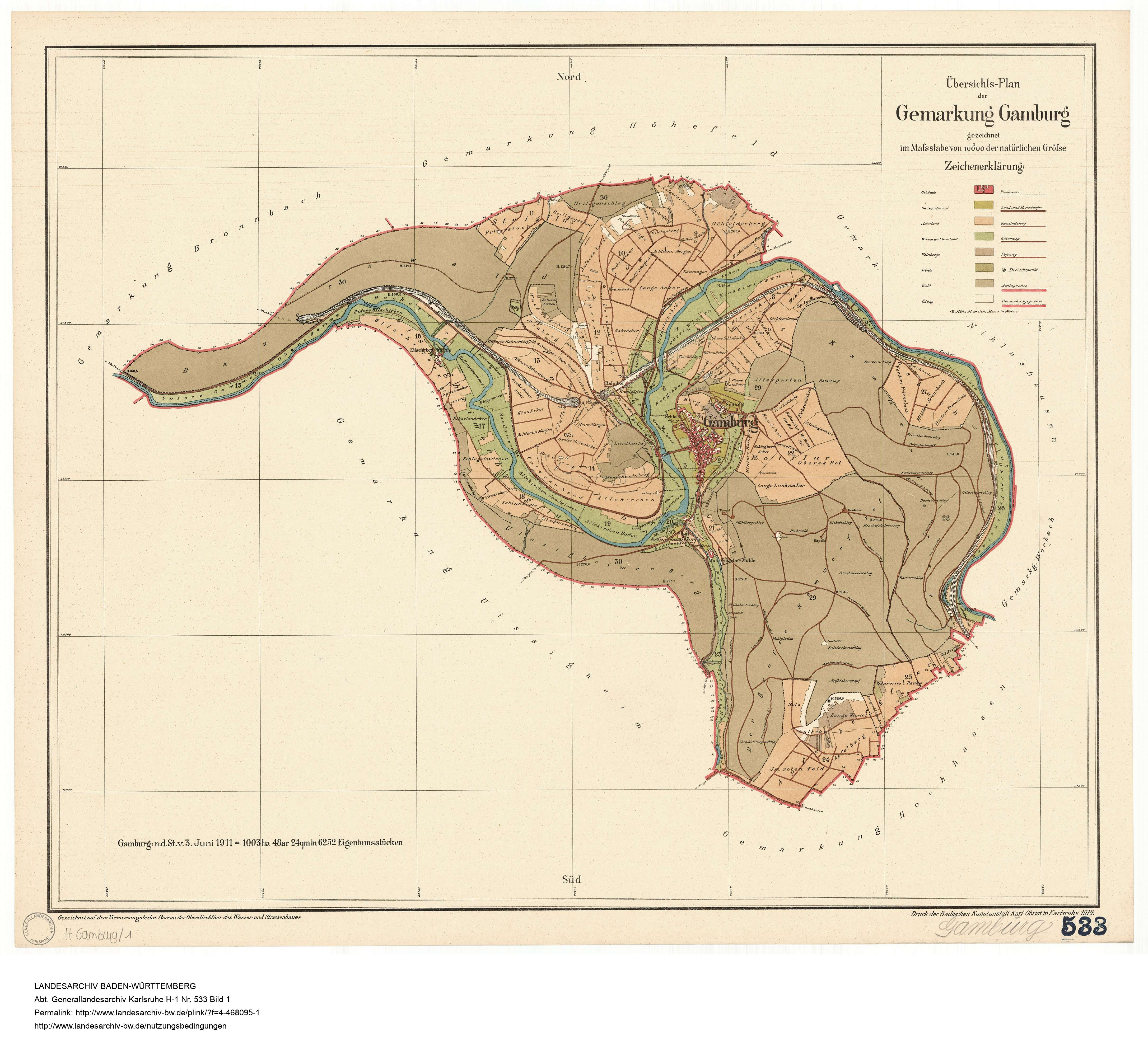
Gemarkung von Gamburg, 1914

### Geographische Lage
Gamburg liegt im untersten engen Talabschnitt der Tauber an einer ehemaligen Furt des Flusses und an der Einmündung des Maisenbachs in die Tauber, landschaftlich zum Tauberland gehörig mit dem Übergang der Muschelkalkböden zu den Buntsandstein-Sedimenten. Politisch liegt Gamburg im Grenzland von Baden-Württemberg zu Bayern.

### Dorfgliederung
Zur Gemarkung des Ortsteils Gamburg gehören neben dem Dorf Gamburg die Wohnplätze Eulschirben, Bimssteinfabrik, Dorfmühle, Bahnstation Gamburg, Gasthof Tauberperle, Lindhelle, Möbelfabrik und Schlossberg.

## Geschichte

### Mittelalter
Ausgrabungen belegen wiederholte Siedlungsspuren auf der rechten Flussseite, in der Flur Altekirchen ab der Latènezeit und in der Flur Leidenäcker ab der Urnenfelderzeit. Der Name Gamburg ist erstmals aus der Zeit des Würzburger Bischofs Erlung für die Edelfreien von Gamburg dokumentiert, die sich nach „Gamans Festung“ (Gammenburc), wohl einer Vorgängerbefestigung der heutigen Burg, nannten. Gegen 1137 wird erstmals der Ort Gamburg im Besitzregister des Mainzer Erzbischofs Adalbert genannt.
An die Stelle der Furt trat später eine Brücke. In dieser Zeit entstanden auch die Sagen um den Hokemo und die Melusine. 1219 wurde erstmals ein Schultheiß des Ortes Gamburg erwähnt, 1248 folgte die erste gesicherte Erwähnung der Dorfmühle. Das Dorf wurde durch Hagzäune, Schanzgräben und Tore befestigt, die einen Gürtel und eine Einheit bildeten, die in das Verteidigungssystem der Burg mit einbezogen wurde und in der die Bevölkerung Schutz fand. Reste eines Torturms mit Befestigungsmauern zur Burg hin (das Krappentor-Türmle) sind noch erhalten.

### Neuzeit
Seit spätestens 1404 stand eine Kirche in Gamburg. 1567 begann der Umbau zu einer neuen Pfarrkirche auf dem heutigen Rathausplatz. Auf diesem Platz stehen heute drei Kreuze aus Stein. Auf dem Sockel des mittleren Kreuzes steht: „Hier befand sich der Hochaltar der alten Pfarrkirche von 1567 bis 1895.“ Eine Bleistiftzeichnung der alten Kirche wurde kurz vor deren Abbruch 1896 von Sir Joseph Archer Crowe gemalt. Das Original befindet sich im Besitz der Familie Alberts.
Ab 1720 entstand die erste steinerne Brücke über die Tauber.
Von 1845 bis 1930 wanderten über 300 Gamburger nach Amerika aus.
Mit der 1868 fertiggestellten Bahnstrecke Lauda–Wertheim erhielt der Ort einen Bahnhof mit Güter- und Reiseverkehr und damit Anschluss an die nächstgelegenen größeren Städte Tauberbischofsheim und Wertheim.
1915 wurde das letzte der fünf Tore in der Ortsmauer, das Mühlentor, abgerissen.
Am 1. Januar 1975 endete durch die Gebietsreform in Baden-Württemberg die politische Selbstständigkeit mit der Eingemeindung in die Gemeinde Werbach.
1989 wurde unterhalb der Flur Lindhelle bei Grabungsarbeiten für ein Regenüberlaufbecken in etwa fünf Metern Tiefe ein Stoßzahn eines Mammuts gefunden, welcher hierbei zerbrach. Nach der Restaurierung wurde er ins Historische Museum Wertheim verbracht.
2008 wurde die Grundschule aufgegeben und später abgerissen. 2011 wurde auch der örtliche Kindergarten geschlossen und mit dem im Ortsteil Niklashausen bestehenden zusammengelegt.

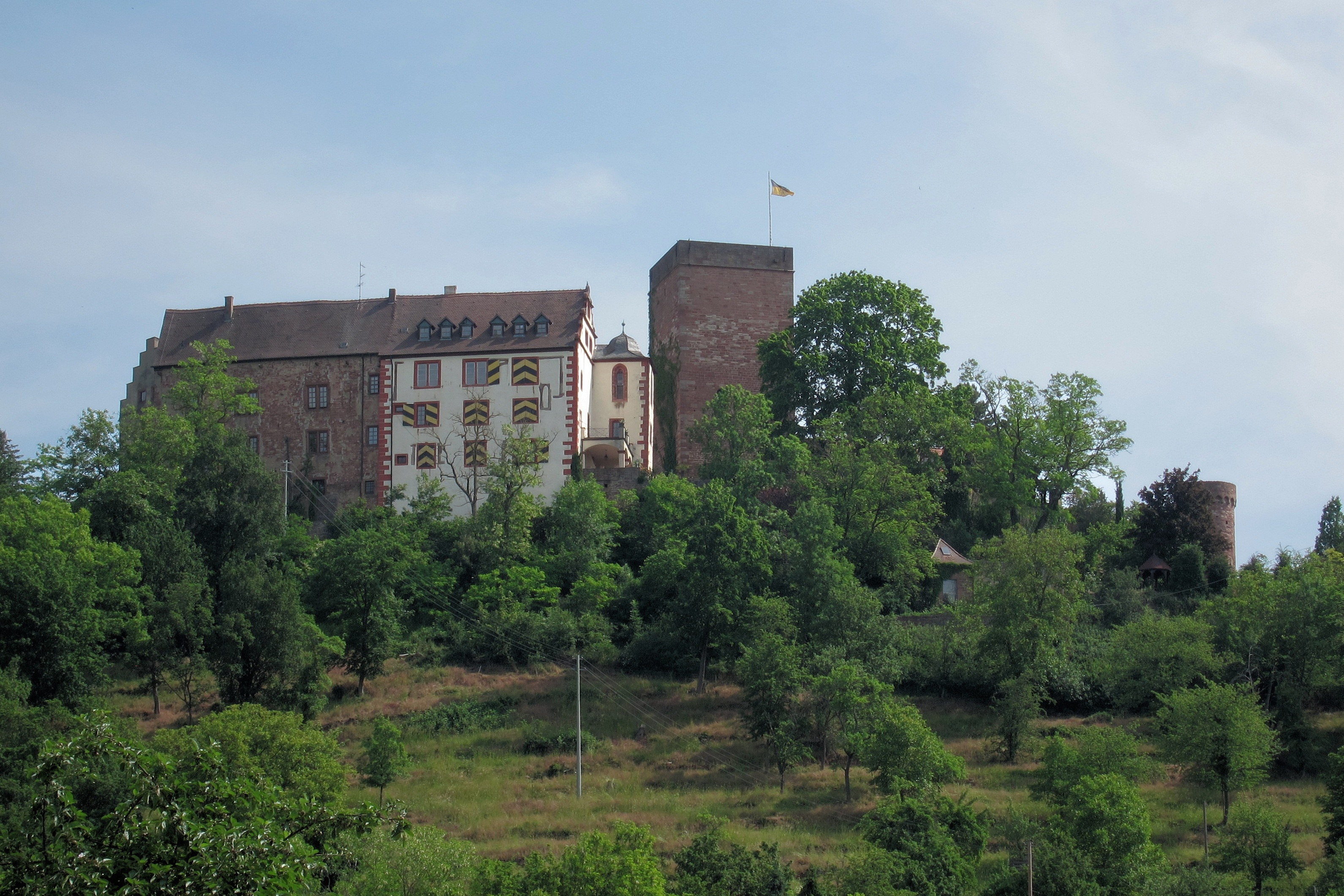
Burg Gamburg
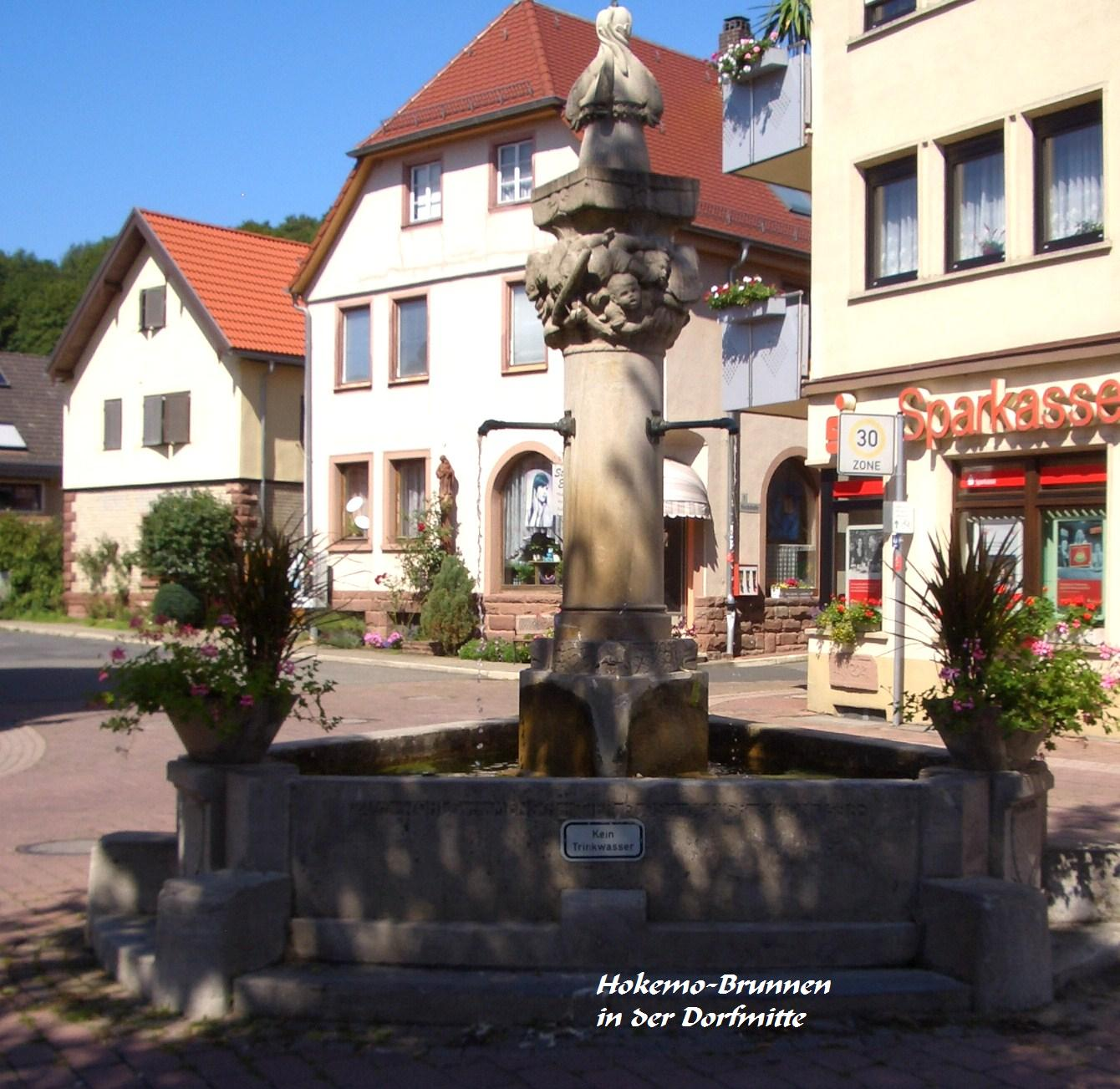
Brunnen in der Ortsmitte
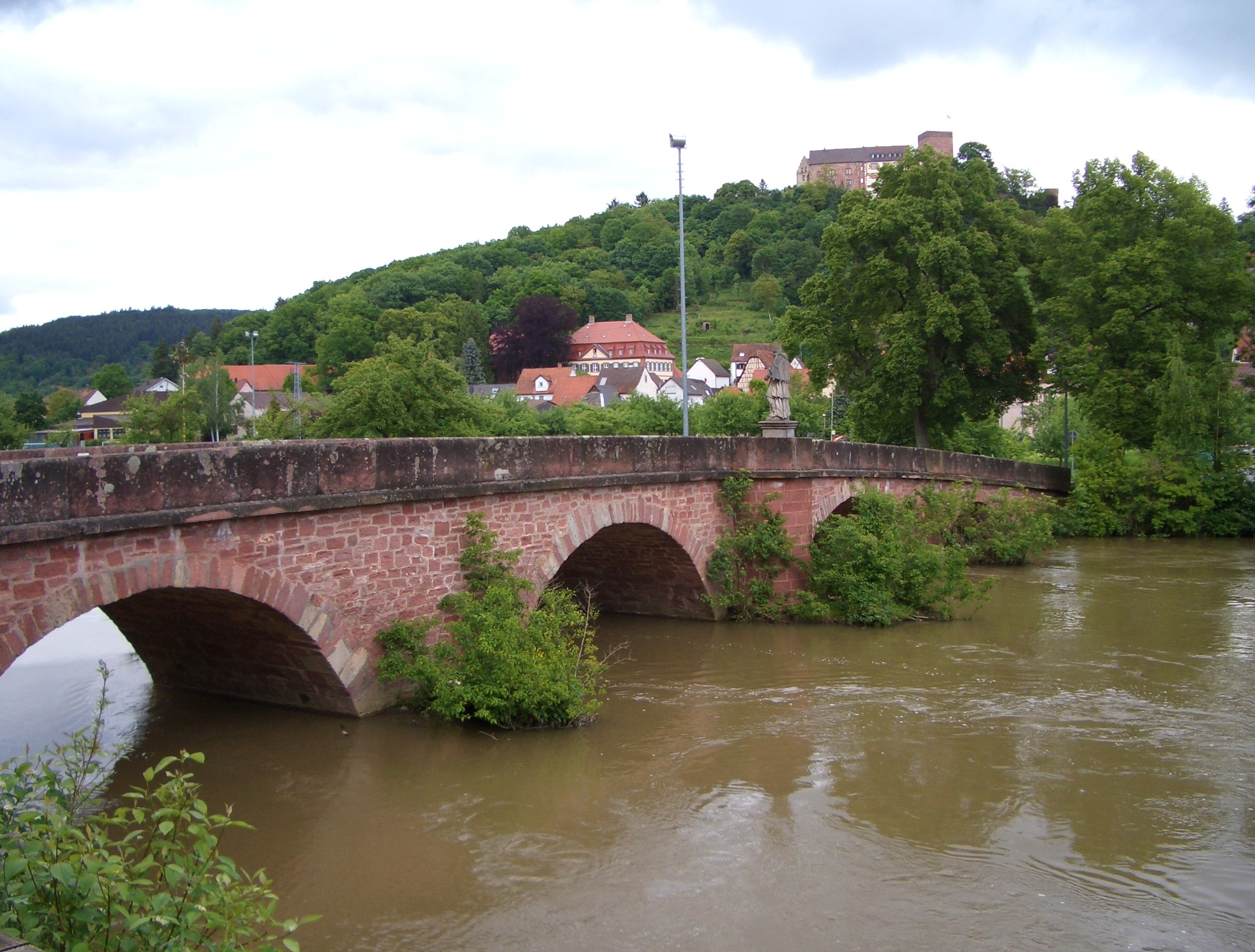
Tauberbrücke
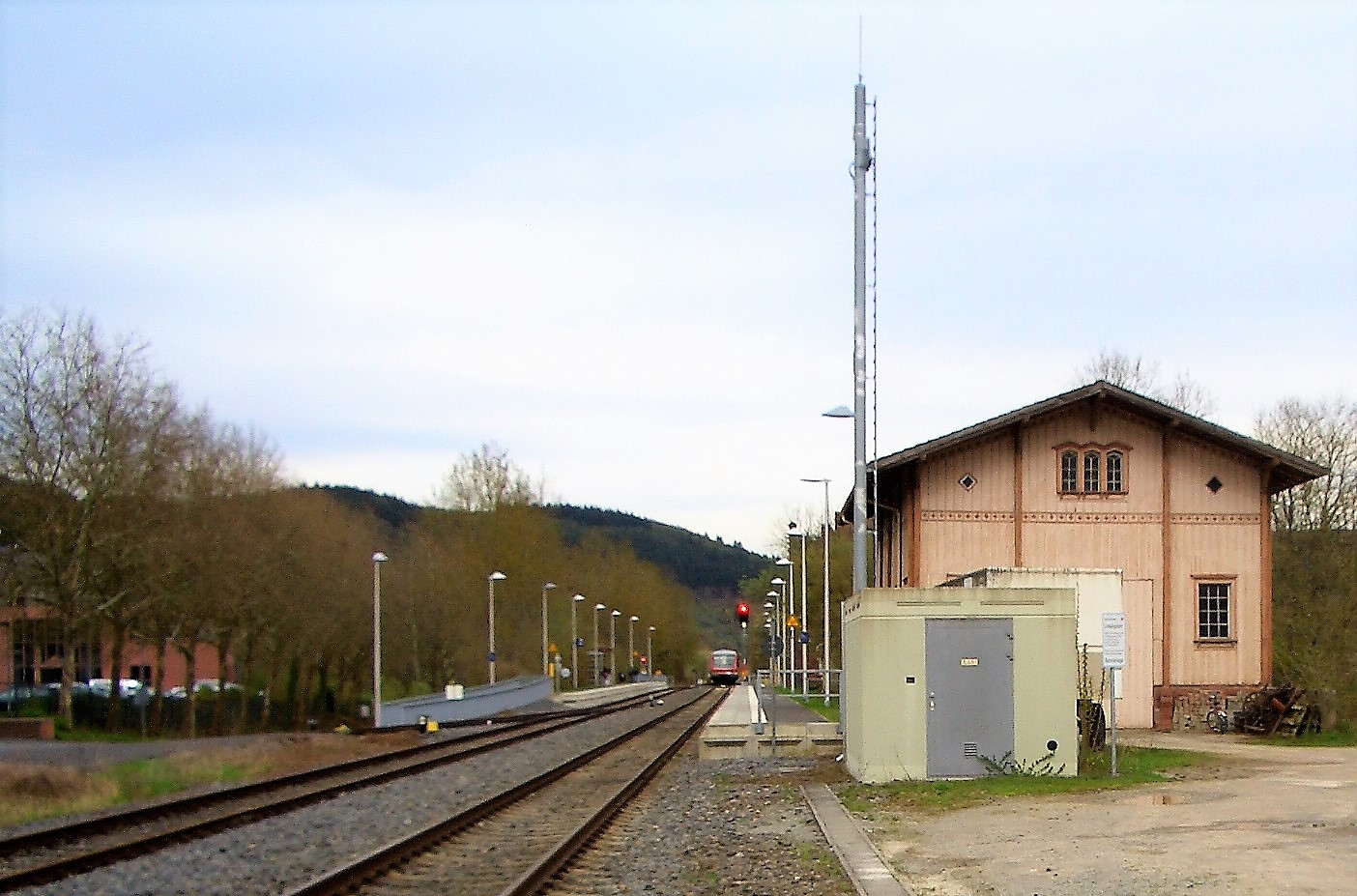
Bahnhof
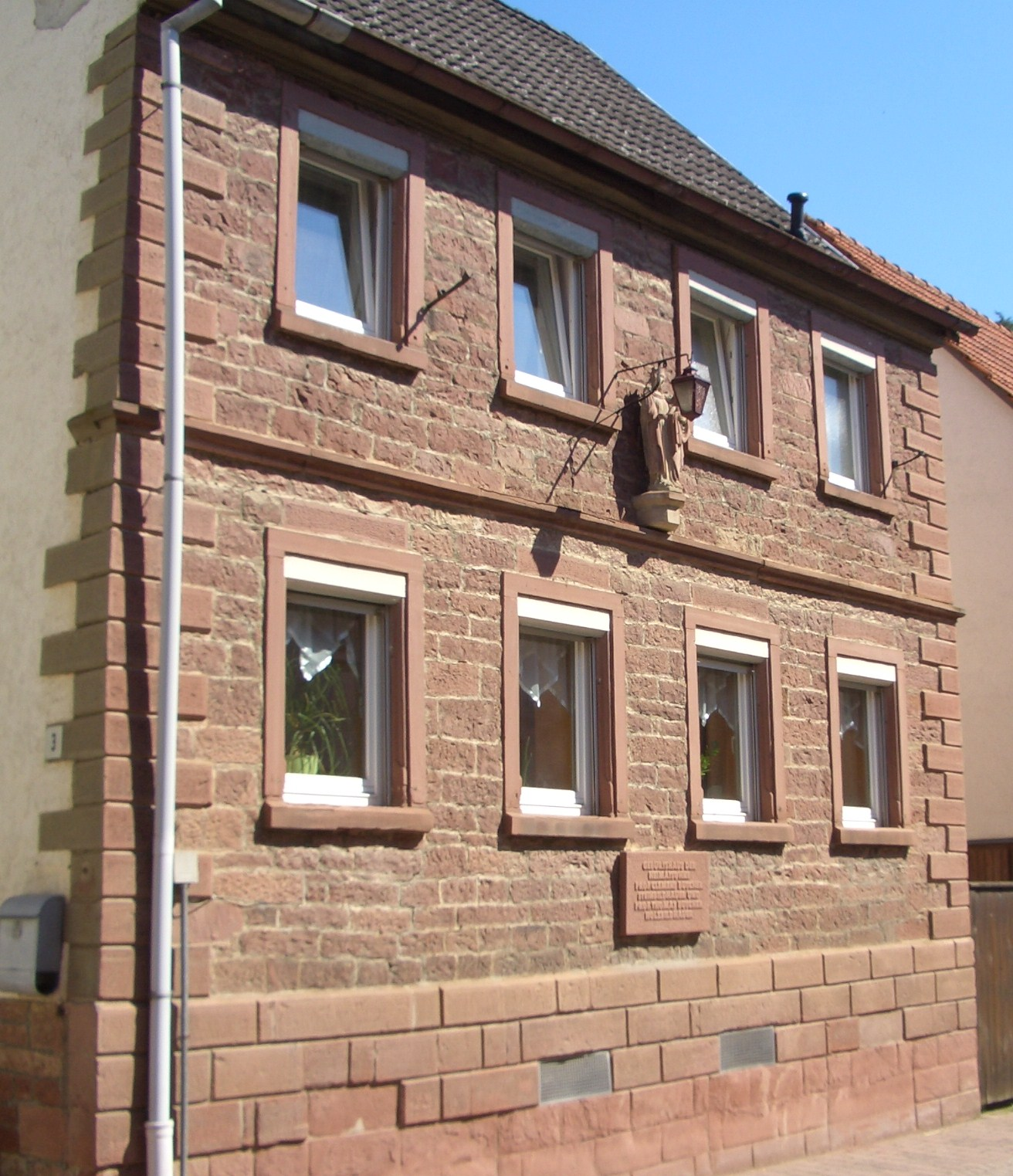
Buscher-Geburtshaus
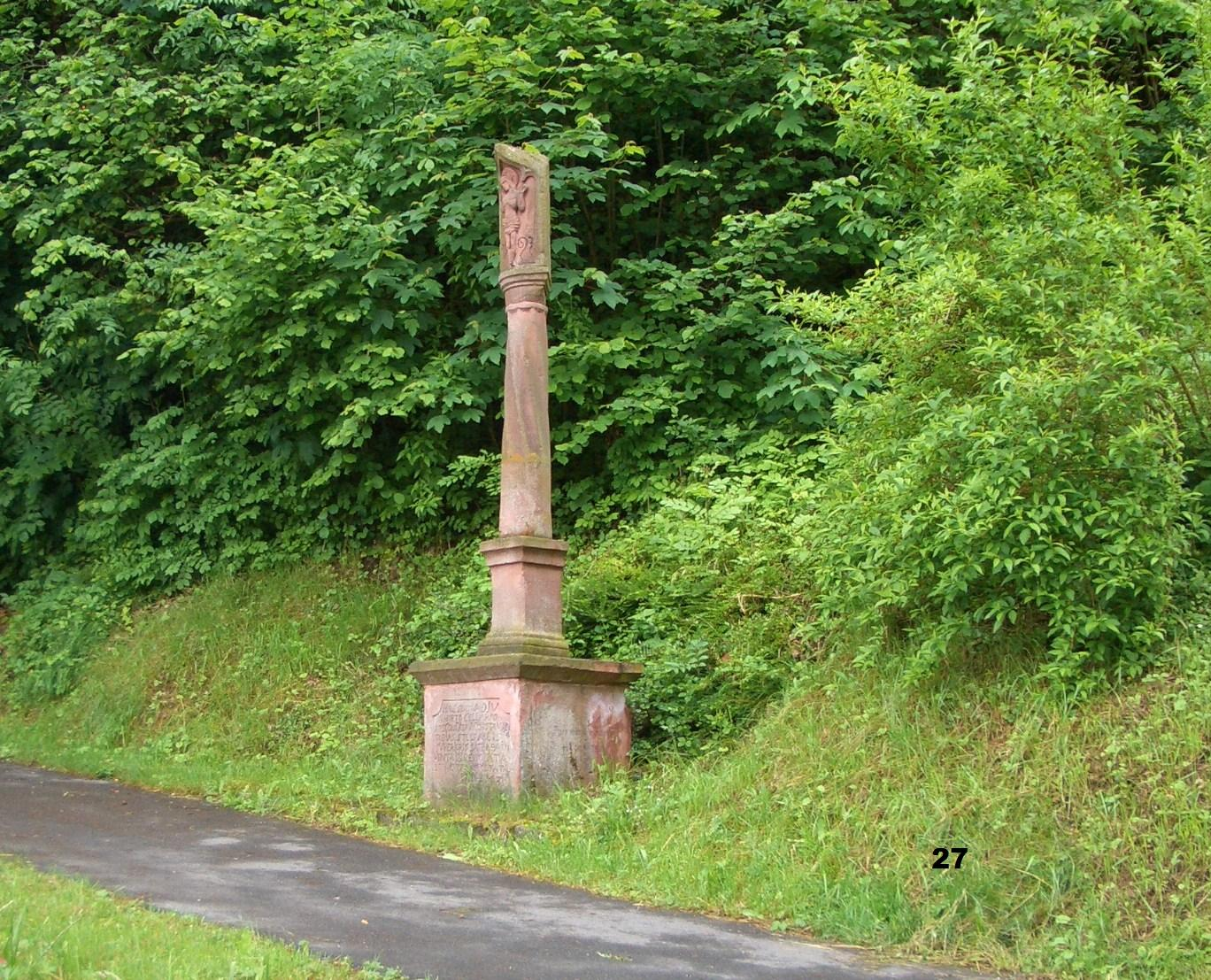
Ältester Bildstock im Taubertal

## Kultur und Sehenswürdigkeiten

### Gedenkstätten

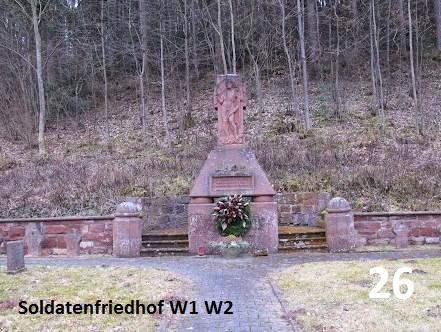
Ehrenhain

Auf dem Friedhof befindet sich ein separater Ehrenhain mit den Gräbern und Grabsteinen der Gefallenen des Ersten und Zweiten Weltkrieges.

### Museum
Seit 13. Oktober 2013 ist das Gamburger-Buscher-Museum (GBM) mit Werken der Künstlerfamilie Buscher öffentlich zugänglich.
Ein Rundweg (genannt Buscher-Pfad) führt durch das Dorf zu den Schaffensplätzen der Künstler. Hinweistafeln vor den Gebäuden bieten nochmals nähere Informationen dazu.

### Bauwerke

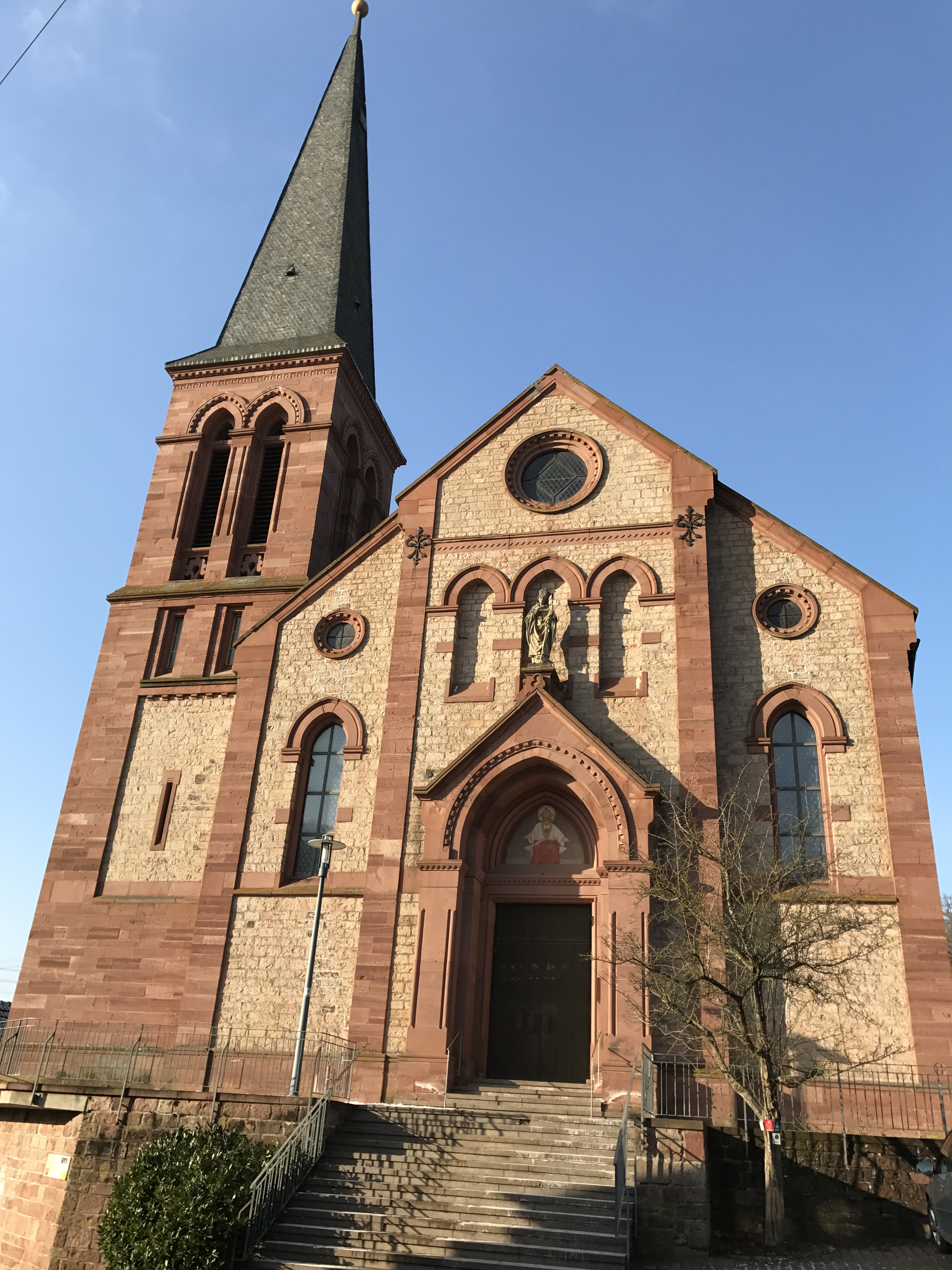
Katholische Pfarrkirche St. Martin

- Burg und Burgpark Gamburg (auch Oberes Schloss Gamburg), im 12. Jahrhundert errichtet, Denkmal von nationaler Bedeutung mit den ältesten weltlichen Wandmalereien nördlich der Alpen.
- Eulschirbenmühle, Mühle an der Tauber, 1245 erstmals urkundlich erwähnt, heutiges Gebäude aus dem späten 16. Jahrhundert.
- Dorfmühle-(Lang)  an der Tauber, 1248 erstmals urkundlich erwähnt. Heute E-Werk.
- Pfarrkirche St. Martin, 1404 erstmals erwähnt, heutiges Gebäude 1895–1898 erbaut.
- 14-Heiligen-Kapelle am Wanderweg zum Bauernwald, 1823 erbaut.
- Maria-Hilf-Kapelle (Ingelheim’sche Kapelle) im Kammerforst, erbaut 1834.
- Josefs-Kapelle im oberen Maisenbachtal, erbaut 1891.
- Unteres Schloss Gamburg, 1522 erbaut von Johann Kuchenmeister.
- Türmle, mit den Überresten der Dorfbefestigung und Torbogen (Krappentor).
- Sonnenuhr, das sogenannte Sonnentor der Zeit.
- Bahnhof, 1886 wurde das Empfangsgebäude mit angebautem Güterschuppen fertiggestellt.
- Bimssteinfabrik (zuvor Ölmühle), 1897 gegründet und bis 2002 in Betrieb, Hersteller des Gamburger Mäuschens, eines kleinen Bimssteins zur Hornhautentfernung.
- Möbelfabrik, ehemals Möbelfabrik Oetzel, in der Fabrikstraße. Sie wurde im Jahre 1936 gegründet, ist aber heute stillgelegt und dient als Lager.

### Regelmäßige Veranstaltungen

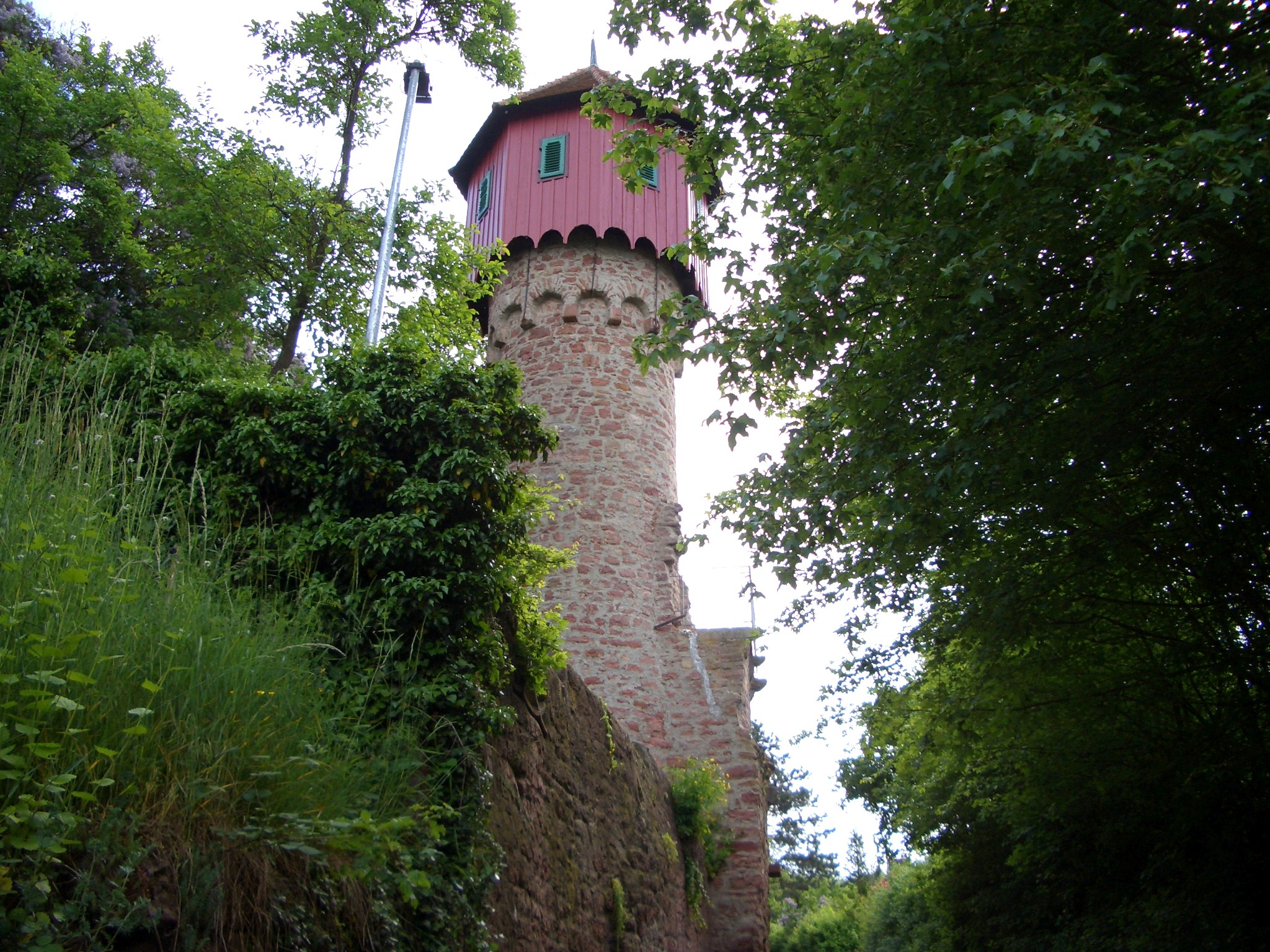
Türmle (Krappentor)

- jährliche Prunksitzung und Straßenumzug des Faschingvereins
- jährlicher Laetare-Umzug des Heimatvereins
- monatliche Vogel-Tauschbörse des Vereins Vogelliebhaber und -züchter Taubertal e. V. (jeden 1. Samstag im Monat)

### Musik
Eine Musikkapelle gibt es (mit Unterbrechung) seit 1898 in Gamburg. Der heute bestehende Musikverein dient in erster Linie der Pflege der Volksmusik.

## Wirtschaft und Infrastruktur

### Verkehr

#### Eisenbahn
Gamburg ist durch die Bahnstrecke Lauda–Wertheim an den Bahnverkehr angeschlossen; es verkehren Regionalzüge in Richtung Aschaffenburg und Crailsheim. In Lauda besteht Anschluss an die Frankenbahn, die Würzburg mit Stuttgart verbindet.

#### Straßenverkehr
Gamburg ist über die L 506 von Tauberbischofsheim (BAB 81) oder Wertheim (BAB 3) zu erreichen.

#### Linienbus
Es besteht Buslinienverkehr der Verkehrsgesellschaft Main-Tauber (VGMT) mit zwei Haltestellen im Ort (Haltestelle Bahnhof und Haltestelle Tauberperle).

### Rad- und Wanderwege
Gamburg ist über den Taubertalradweg (auch Liebliches Taubertal – der Klassiker genannt) zu erreichen. Der Panoramaweg Taubertal und der etwa 180 km lange Jakobsweg Main-Taubertal führen ebenfalls durch Gamburg. 2019 wurde der Europäische Kulturweg des Archäologischen Spessartprojekts zwischen Gamburg, Niklashausen, Höhefeld und Bronnbach eröffnet.

### Ansässige Unternehmen
Gamburg ist Sitz einiger größerer Unternehmen, etwa der Firma Hofmann Naturstein.

## Persönlichkeiten
Persönlichkeiten von Gamburg sind im Hauptartikel zu ersehen.